# 周朝瑞
周 朝瑞（しゅう ちょうずい、1580年 - 1625年）は、明代の官僚。魏忠賢ら閹党の迫害により冤罪死した東林六君子のひとり。字は思永、号は衡台。本貫は臨清州。

## 生涯
1607年（万暦35年）、進士に及第した。中書舎人に任じられた。1620年（泰昌元年）、吏科給事中に抜擢された。上疏して万暦朝の遺臣で実直な人物を任用するよう請願した。まもなく仁賢を信じ、徳沢を広め、邪佞を遠ざけるよう求める三要を説いたが、権勢ある宦官を非難する言葉が多く、宦官たちに憎まれた。泰昌帝の怒りを買って、官を降級され外任に出されることになった。北京から出ないうちに天啓帝が即位したため、朝瑞は吏科給事中の官にもどされた。直言を聞き入れるよう求める上疏をおこない、さらには人事選考における諸弊を訴えた。移宮の案をめぐって賈継春が李選侍の保護を求めると、朝瑞はこれに反論し、賈継春とのあいだで議論を応酬した。
1621年（天啓元年）、礼科左給事中に転じた。ときに遼東で後金が台頭してその圧迫が強くなったため、朝瑞は閣臣のうちで軍事に通暁した者2人を推してその対策に専念させ、職方郎1人に時宜に応じて事務を処理させ、給事中2人にもっぱら詔令の違失を咎めさせるよう上奏した。天啓帝はこれを許可した。雄県知県の王納諫が宦官の誣告によって降格された。給事中の毛士龍が宦官に反論すると、府丞の邵輔忠に陥れられ、官爵を剥奪された。朝瑞はこれらについて上疏して反論した。12月辛巳、太陽の上に何かが現れて覆い隠し、忽然と大風が起こって砂を巻き上げ、空が全て赤く染まった。北京の人々は驚愕し、官署は奏聞することもできなかった。朝瑞は天啓帝に修省を請願し、内外の群臣百官に党争で国を誤らないよう厳命するよう、さらには官署が報告の上奏をしなかった罪を譴責するよう求めると、天啓帝はこれを聞き入れた。ときに天啓帝は即位して1年あまりで親政しておらず、権限の多くが他者の手にあったため、朝瑞は天啓帝に万機を親裁するよう請願した。天啓帝は国政を閣臣に委ねており、祖宗旧制を乱すべきでないと答えたが、ときの政権は内閣にはなく、すでに宦官の手に落ちていた。
1622年（天啓2年）2月、広寧が失陥すると、天啓帝の命により経学の日講が停止された。朝瑞らは講義を中止しないよう上奏し、礼部もまた同様の進言をしたため、日講は再開された。
朝瑞は大学士沈㴶が宦官と結んで練兵し、身近の賊となっていると、給事御史の恵世揚・左光斗らとともに直言した。沈㴶は上疏して抗弁した。朝瑞らは魏進忠・盧受・劉朝・客氏らが賄賂を交わし、その悪習は邵輔忠・徐大化にも及んでいると告発した。徐大化は閹党の意を受けて熊廷弼を攻撃したので、朝瑞はこれを憎んでいた。ほどなく王化貞が広寧を放棄して逃走すると、徐大化は熊廷弼を処刑するよう請願した。朝瑞は熊廷弼の才能が有用なものとして、山海関を守らせるよう4度上疏したが、閹党の反対を受けて行われなかった。徐大化は朝瑞を糾弾し、朝瑞もまた徐大化を弾劾したので、官署が双方を引き分けた。1623年（天啓3年）8月、朝瑞は四川道御史となった。後に太僕寺少卿に抜擢された。1624年（天啓4年）、徐大化は大理寺丞として復権し、魏忠賢の腹心として朝瑞を殺そうとつけ狙った。1625年（天啓5年）6月、朝瑞は汪文言の獄に連座させられ、楊漣ら5人とともに逮捕されて獄に下された。移宮の案をめぐって勝手な議論をし、熊廷弼から万金の賄賂を受け取ったとの罪を着せられた。錦衣衛の拷問を受けて、9月丁未に獄中で死去した。享年は46。1628年（崇禎元年）、大理寺卿の位を追贈された。南明の福王政権のとき、忠毅と諡された。